# بيل شامبيون (مهندس)
بيل شامبيون (بالإنجليزية: Bill Champion)‏ هو مهندس أمريكي، ولد في 21 أكتوبر 1921 في نورفولك في الولايات المتحدة، وتوفي في 20 مايو 1991.

## وصلات خارجية
- بيل شامبيون على موقع Racing-Reference.info (الإنجليزية)